# Prochoreutis myllerana
Prochoreutis myllerana é uma espécie de insetos lepidópteros, mais especificamente de traças, pertencente à família Choreutidae.
A autoridade científica da espécie é Johan Christian Fabricius, tendo sido descrita no ano de 1794.
Trata-se de uma espécie presente no território português.